# Википедија на словачком језику
Википедија на словачком језику (слч. Slovenská Wikipédia) је верзија Википедије на словачком језику, слободне енциклопедије, која данас има 253.971 чланака и заузима на листи Википедија 37. место.